# Famille Ruchonnet
La famille Ruchonnet est une famille suisse originaire de Saint-Saphorin.

## Histoire
La famille est citée en 1397 à Chexbres, en 1412 à Rivaz et en 1421 à Saint-Saphorin. Parmi les membres notables de la famille, on peut citer Charles Ruchonnet, mathématicien, Louis Ruchonnet, conseiller fédéral et Ernest Ruchonnet, conseiller d'État vaudois.

## Personnalités
- Antoine Louis John Ruchonnet
- Charles Ruchonnet
- Ernest Ruchonnet
- Jean-François Ruchonnet